# Сатурн (премія, 1995)
21-а церемонія вручення нагород премії «Сатурн» за заслуги в царині кінофантастики, зокрема в галузі наукової фантастики, фентезі та жахів за 1994 рік, яка відбулася 26 червня 1995 року.

## Лауреати і номінанти
Нижче наведено повний перелік номінантів і переможців. Лауреати вказані першими та виділені жирним шрифтом.

### Фільми
| Найкращий науково-фантастичний фільм | Найкращий фентезійний фільм |
| --- | --- |
| - Зоряна брама - Викрадачі тіл - Втеча неможлива - Лялькарі - Зоряний шлях: Покоління - Вуличний боєць - Патруль часу | - Форрест Ґамп - Янголи на краю поля - Ед Вуд - Флінстоуни - Король Лев - Маска - Санта Клаус |
| Премія «Сатурн» за найкращий фільм жахів | Найкращий пригодницький фільм, бойовик чи трилер |
| - Інтерв'ю з вампіром - Хронос - Ворон - Франкенштейн Мері Шеллі - Комар - Кошмар на вулиці В'язів 7: Новий кошмар - Вовк | - Кримінальне чтиво - Пряма і явна загроза - Книга джунглів - На захід від червоної скелі - Втеча з Шоушенка - Швидкість - Правдива брехня |
| Найкращий режисер | Найкращий сценарій |
| - Джеймс Кемерон - Правдива брехня - Ян де Бонт - Швидкість - Вільям Дір - Янголи на краю поля - Ніл Джордан - Інтерв'ю з вампіром - Алекс Прояс - Ворон - Роберт Земекіс - Форрест Ґамп | - Джим Гаррісон і Веслі Стрік - Вовк - Скотт Александер і Ларрі Карашевські - Ед Вуд - Ерік Рот - Форрест Ґамп - Стеф Леді та Френк Дарабонт - Франкенштейн Мері Шеллі - Френк Дарабонт - Втеча з Шоушенка - Марк Верхейден - Патруль часу |
| Найкращий актор | Найкраща акторка |
| - Мартін Ландау - за роль Бела Лугоші у фільмі Ед Вуд - Кеннет Брана - за роль Віктор Франкенштайн у фільмі Франкенштейн Мері Шеллі - Том Круз - за роль Лестат де Ліонкурт у фільмі Інтерв'ю з вампіром - Том Генкс - за роль Фореста Ґампа у фільмі Форрест Ґамп - Джек Ніколсон - за роль Вілла Рендала у фільмі Вовк - Бред Пітт - за роль Луї де Пон дю Лак у фільмі Інтерв'ю з вампіром - Арнольд Шварценеггер - за роль Гаррі Таскера у фільмі Правдива брехня | - Сандра Буллок - за роль Енні Портер у фільмі Швидкість - Джеймі Лі Кертіс - за роль Гелен Таскер у фільмі Правдива брехня - Медхен Емік - за роль Лєни у фільмі Секс, брехня, безумство - Гелена Бонем Картер - за роль Елізабет у фільмі Франкенштейн Мері Шеллі - Пенелопа Енн Міллер - за роль Марго Лейн у фільмі Тінь - Мішель Пфайффер - за роль Лори Елден у фільмі Вовк |
| Найкращий актор другого плану | Найкраща акторка другого плану |
| - Гері Сініз - за роль Лейтенанта Дена Тейлора у фільмі Форрест Ґамп - Річард Аттенборо - за роль Кріса Крінґла у фільмі Диво на 34-й вулиці - Роберт де Ніро - за роль Чудовища у фільмі Франкенштейн Мері Шеллі - Рауль Хулія - за роль генерала Байсона у фільмі Вуличний боєць (посмертно) - Білл Пекстон - за роль Саймона у фільмі Правдива брехня - Джеймс Спейдер - за роль Стюарта Суінтона у фільмі Вовк                                                    | - Міа Сара - за роль Мелісси Вокер у фільмі Патруль часу - Геллі Беррі - за роль міс Шерон Стоун у фільмі Флінстоуни - Тіа Каррере - за роль Джуно Скіннер у фільмі Правдива брехня - Вупі Голдберг - за роль Гайнан у фільмі Зоряний шлях: Покоління - Розі О'Доннелл - за роль Бетті Раббл у фільмі Флінстоуни - Робін Райт - за роль Дженні Карран у фільмі Форрест Ґамп       |
| Найкращий молодий актор чи акторка | Найкраща музика |
| - Кірстен Данст - за роль Клодії у фільмі Інтерв'ю з вампіром - Люк Едвардс - за роль Біллі Хейвуда у фільмі Маленька Велика Ліга - Джозеф Гордон-Левітт - за роль Роджера Боммана у фільмі Янголи на краю поля - Міко Х'юз - за роль Ділана Портера у фільмі Кошмар на вулиці В'язів - Джонатан Тейлор Томас - за озвучення Молодого Сімби у фільмі Король Лев - Елайджа Вуд - за роль Норта у фільмі Норт                                                           | - Говард Шор - Ед Вуд - Алан Сільвестрі - Форрест Ґамп - Елліот Голденталь - Інтерв'ю з вампіром - Патрік Дойл - Франкенштейн Мері Шеллі - Джеррі Голдсміт - Тінь - Дж. Пітер Робінсон - Кошмар на вулиці В'язів |
| Найкращий костюм | Найкращий грим |
| - Сенді Пауелл - Інтерв'ю з вампіром - Аріанна Філіпс - Ворон - Росанна Нортон - Флінстоуни - Ха Нгуен - Маска - Боб Рінгвуд - Тінь - Джозеф Порро - Зоряна брама | - Рік Бейкер та Ве Нілл - Ед Вуд - Стенлі Вінстон та Мічель Берк - Інтерв'ю з вампіром - Грег Кенном - Маска - Даніель Паркер і Пол Енгелен - Франкенштейн Мері Шеллі - Amalgamated Dynamics - Санта Клаус - Рік Бейкер - Вовк |
| Найкращі спецефекти | |
| - Джон Бруно (Digital Domain) - Правдива брехня - Ендрю Мейсон (International Creative Effects) - Ворон - Кен Ралстон (Industrial Light & Magic) - Форрест Ґамп - (Illusion Arts Inc., Fantasy II Film Effects, Visual Concept Engineering (VCE)) - Тінь - Джефрі А. Окун, Патрік Татопулос - Зоряна брама - Грегорі Л. Макмюрі - Патруль часу | |

### Телебачення
| Найкращий телесеріал                                                                                                  | Найкраща телепостановка |
| --- | --- |
| - The X-Files - Земля-два - M.A.N.T.I.S. - Вир світів - Морські пригоди - Зоряний шлях: Наступне покоління - Сімпсони | - Чужа нація: Темний горизонт - Фатерлянд - Геркулес: Легендарні подорожі (для епізоду Геркулес і Вогняне коло) - Розвелл - Протистояння - Війна з реальністю - Полювання на відьом |

### Відео
| Найкращий жанр відеовидання                                                                                       |
| --- |
| - Хронос - Розплавлене тіло - Джек-упир - Мій сусід Тоторо - Фантазм 3: Повелитель мертвих - Відрубані голови - V |

### Особливі нагороди
Золотий свиток за видатні досягнення
- Пол Баннелл — «Цей маленький монстр»

Нагорода імені Джорджа Пала
- Роберт Земекіс

За досягнення в кар'єрі
- Джоел Сільвер[en]
- Вес Крейвен

Премія за життєві досягнення
- Шон Коннері

Спеціальна нагорода
- Річард Флейшер[en] за свою кар'єру

Премія за заслуги
- Форрест Акерман[en]